# Liste der Biografien/Pay
Liste der Biografien |
Portal Biografien |
Personensuche
# |
A |
B |
C |
D |
E |
F |
G |
H |
I |
J |
K |
L |
M |
N |
O |
P |
Q |
R |
S |
T |
U |
V |
W |
X |
Y |
Z |
?
 
Pa |
Pc |
Pe |
Pf |
Ph |
Pi |
Pj |
Pk |
Pl |
Pm |
Pn |
Po |
Pr |
Ps |
Pt |
Pu |
Pv |
Pw |
Py
 
Paa |
Pab |
Pac |
Pad |
Pae |
Paf |
Pag |
Pah |
Pai |
Paj |
Pak |
Pal |
Pam |
Pan |
Pao |
Pap |
Paq |
Par |
Pas |
Pat |
Pau |
Pav |
Paw |
Pax |
Pay |
Paz
Die Liste der Biografien führt alle Personen auf, die in der deutschsprachigen Wikipedia einen Artikel haben. Dieses ist eine Teilliste mit 223 Einträgen von Personen, deren Namen mit den Buchstaben „Pay“ beginnt.

## Pay
- Pay, Johann de († 1660), deutscher Maler
- Pay, Johannes de (1844–1899), deutscher Architekt und Baubeamter
- Pay, Michael (1914–2005), österreichischer Politiker (SPÖ), Abgeordneter zum Nationalrat
- Pay, Vinzenz de (* 1813), deutscher Architekt und Baubeamter

### Paya
- Payá y Rico, Miguel (1811–1891), spanischer Kardinal
- Payá, Agustín (* 1971), spanischer Automobilrennfahrer
- Paya, Gersin Livia (* 1987), österreichische Fotografin, Filmregisseurin, Schauspielerin, Moderatorin und Journalistin
- Payá, Jorge (* 1963), spanischer Wasserballspieler
- Payá, Oswaldo (1952–2012), kubanischer Bürgerrechtler
- Payá, Rosa María (* 1989), kubanische Dissidentin und Menschenrechtsaktivistin
- Payal, Ben (* 1988), luxemburgischer Fußballspieler
- Payan, Benoît (* 1978), französischer PolitikerBenoît Payan (* 1978)

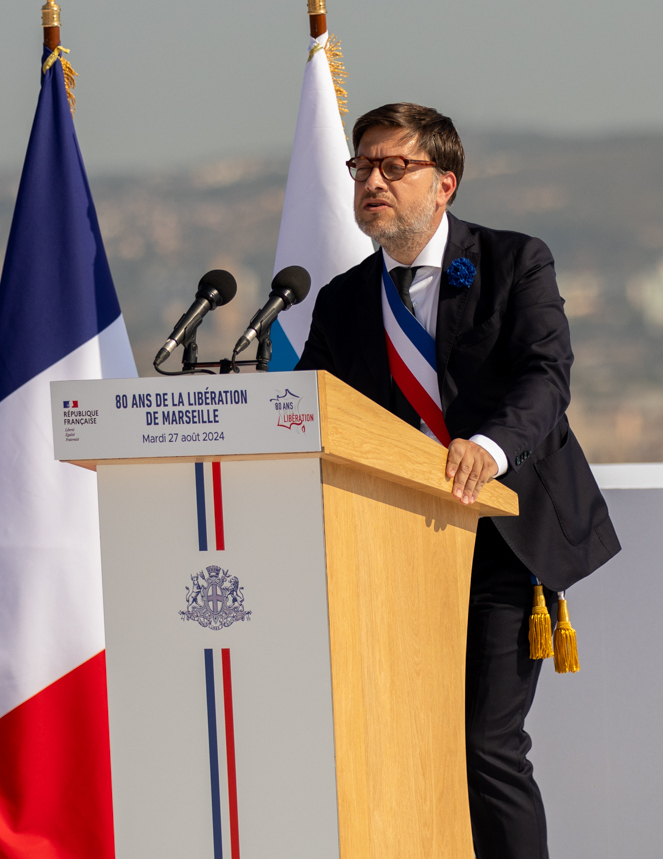
Benoît Payan (* 1978)

- Payanat Thodsanid (* 2002), thailändischer Fußballspieler
- Payandeh, Mehrdad (* 1960), deutscher Gewerkschafter
- Payandeh, Mehrdad (* 1978), deutscher Rechtswissenschaftler
- Payano, Juan Carlos (* 1984), dominikanischer Boxer
- Payano, Roger, US-amerikanischer Schauspieler und Filmschaffender
- Payare, Rafael (* 1980), venezolanischer Dirigent und HornistRafael Payare (* 1980)

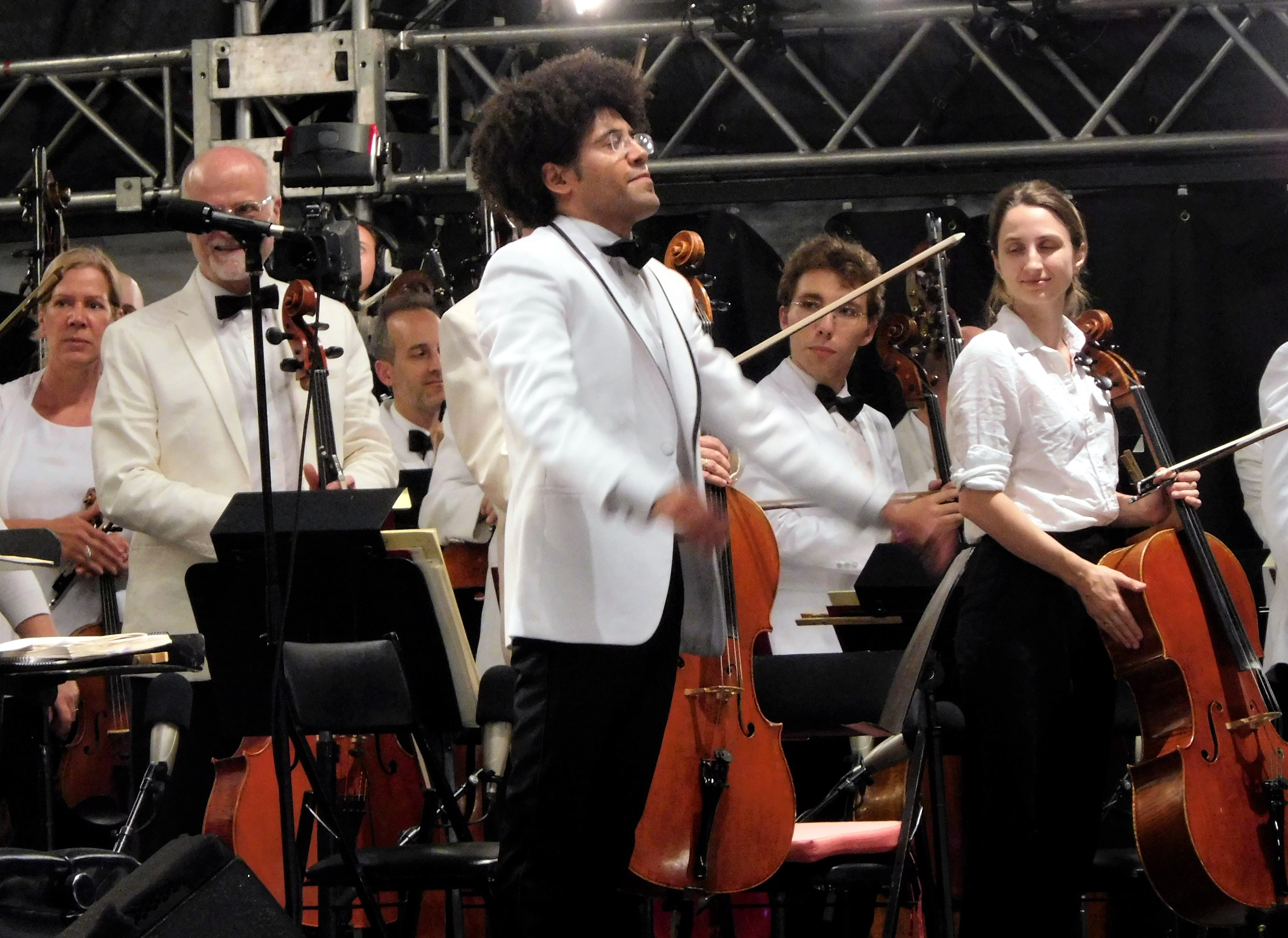
Rafael Payare (* 1980)

- Payart, Jean (1892–1969), französischer Diplomat, Botschafter und Hochkommissar in Österreich

### Payc
- Paycha, Sylvie (* 1960), französische Mathematikerin und mathematische Physikerin
- Paycheck, Johnny (1938–2003), US-amerikanischer Country-Sänger

### Paye
- Paye, Adja (* 1989), senegalesische Handballspielerin
- Paye, Jean-Claude (* 1934), französischer Verwaltungsjurist, Diplomat und Politiker
- Paye, Kwity (* 1998), US-amerikanischer American-Football-Spieler
- Paye, Lucien (1907–1972), französischer Politiker und Diplomat
- Payen, Anselme (1795–1871), französischer Chemiker, Physiker und Mathematiker
- Payen, Jean (1916–1945), belgischer römisch-katholischer Geistlicher und Märtyrer
- Payen, Jean-Charles (1931–1984), französischer Romanist und Mediävist
- Payen, Ludovic (* 1995), französischer Hürdenläufer
- Payen, Nicolas († 1559), franko-flämischer Komponist und Kapellmeister der Renaissance
- Payen, Nicolas-Roland (1914–2004), französischer Luftfahrtpionier und Erfinder des Deltaflügels
- Payen, Stéphane (* 1972), französischer Jazzmusiker (Saxophon, Komposition, Dirigat)
- Payer, Alexander (* 1989), österreichischer Snowboarder
- Payer, Anna († 1546), Äbtissin in Basel
- Payer, Anton (1853–1883), österreichischer Buddhist
- Payer, Ariane (* 1973), deutsche Schauspielerin
- Payer, Ernst (1862–1937), österreichischer Genre- und Landschaftsmaler
- Payer, Évariste (1887–1963), kanadischer Eishockeyspieler
- Payer, Friedrich von (1847–1931), deutscher Politiker (Fortschrittliche Volkspartei, DDP), MdR
- Payer, Helge (* 1979), österreichischer FußballspielerHelge Payer (* 1979)

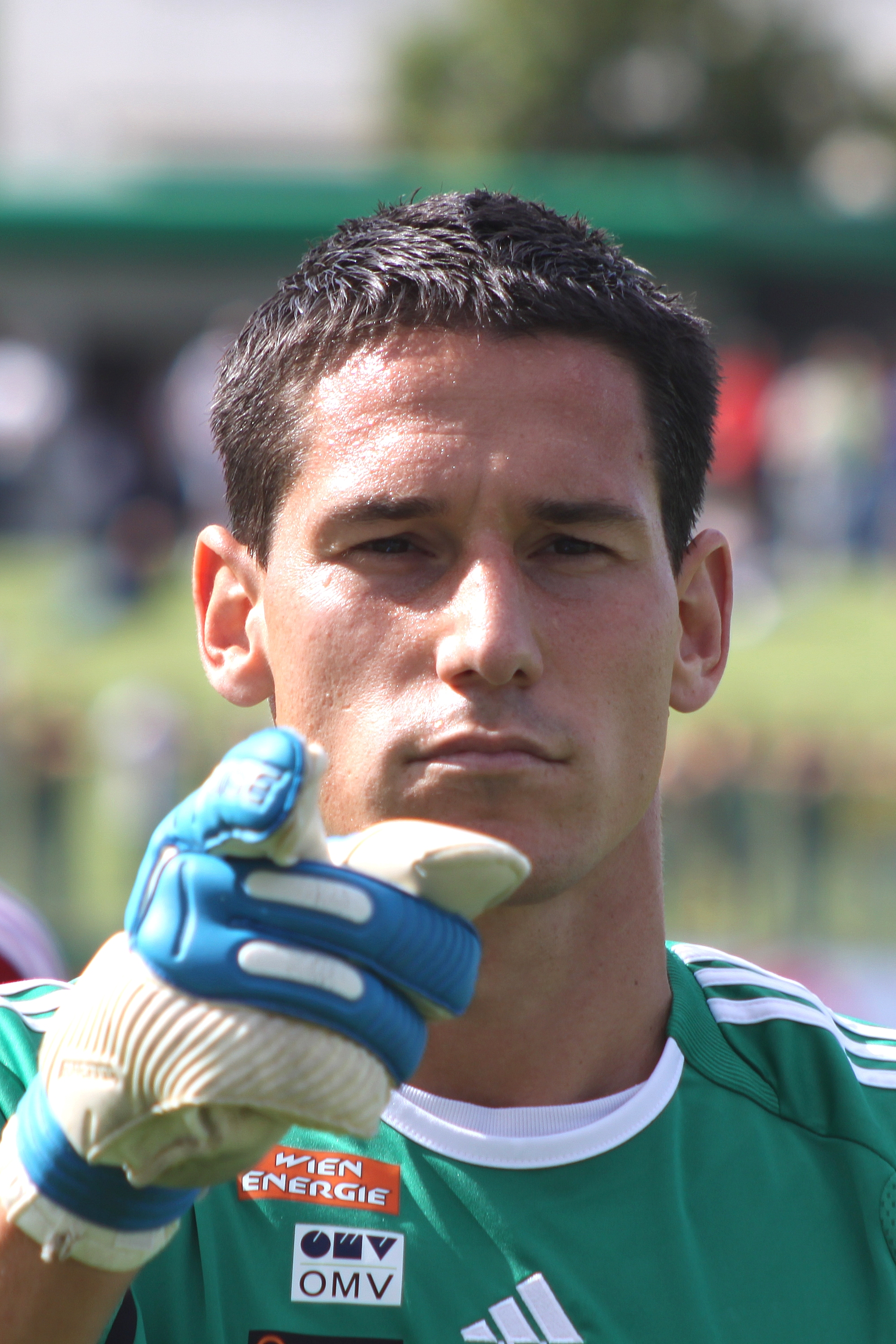
Helge Payer (* 1979)

- Payer, Hieronymus (1787–1845), österreichischer Komponist und Pianist
- Payer, Imre (1888–1957), ungarischer Fußballspieler und -trainer
- Payer, Jean-Baptiste (1818–1860), französischer Arzt, Geologe und Botaniker
- Payer, Johann (* 1947), österreichischer Politiker (SPÖ), Landtagsabgeordneter und Bundesrat
- Payer, Johann Friedrich (1775–1851), Tübinger Universitätsoberpedell
- Payer, Julius von (1841–1915), österreichisch-ungarischer Polar- und Alpenforscher, Kartograf und Professor der Militärakademie
- Payer, Peter (1927–2009), deutscher Manager
- Payer, Peter (* 1962), österreichischer Historiker und Stadtforscher
- Payer, Peter (* 1964), österreichischer Regisseur
- Payer, Richard (* 1836), österreichischer Forschungsreisender in Südamerika
- Payer, Robert (* 1933), deutscher Musiker des volkstümlichen Schlagers
- Payer, Roman (* 1979), österreichischer Opern- und Konzertsänger (Tenor)
- Payer, Sabine (* 1992), österreichische Snowboarderin
- Payer, Serge (* 1979), US-amerikanisch-kanadischer Eishockeyspieler
- Payer, Vanessa (* 1968), österreichische Schauspielerin
- Payer, Wieland (* 1981), deutscher Künstler
- Payeras, Javier (* 1974), guatemaltekischer Schriftsteller
- Payes, Rachel Cosgrove (1922–1998), US-amerikanische Schriftstellerin
- Payés, Rita (* 1999), spanische Jazzmusikerin (Posaune, Gesang)
- Payet, Dimitri (* 1987), französischer FußballspielerDimitri Payet (* 1987)

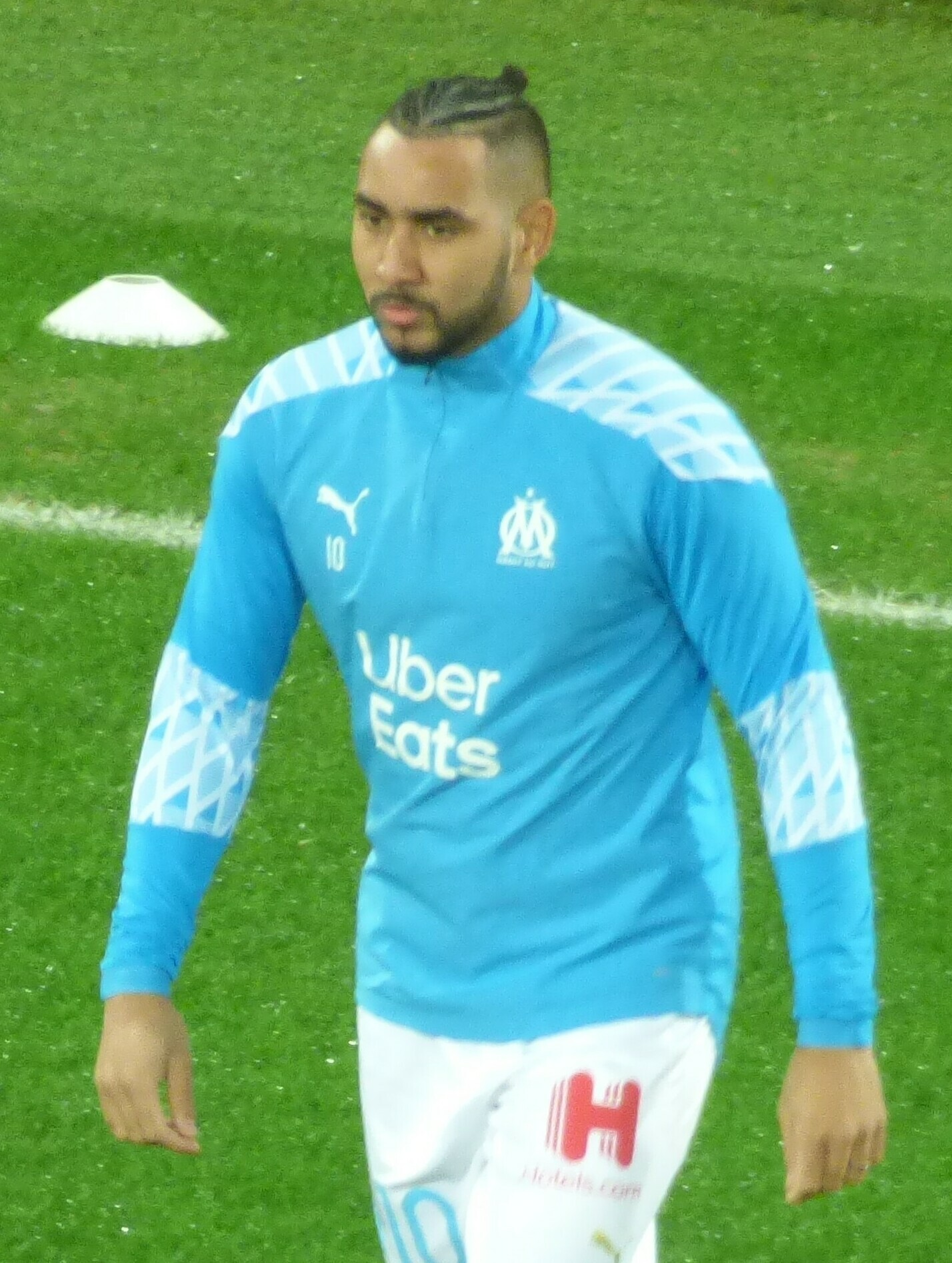
Dimitri Payet (* 1987)

- Payet, Pauline (* 1994), französische Tennisspielerin
- Payet, Rolph (* 1968), seychellischer Wissenschaftler und Politiker
- Payette, Julie (* 1963), kanadische Astronautin, Generalgouverneurin von Kanada
- Payette, Louis (1854–1932), kanadischer Politiker

### Payk
- Payk, Marcus M. (* 1973), deutscher Historiker
- Payk, Theo R. (* 1938), deutscher Psychiater
- Paykull, Gustaf von (1757–1826), schwedischer Naturforscher
- Paykull, Gustav Karl von (1653–1676), schwedischer Rittmeister und Kammerherr
- Paykull, Otto Arnold (1662–1707), deutschbaltischer Offizier und Feldherr in sächsischen Diensten

### Payl
- Paylan, Garo (* 1972), türkischer Parlamentsabgeordneter

### Paym
- Payman, Wahid, afghanischer Journalist
- Paymer, David (* 1954), US-amerikanischer Schauspieler

### Payn
- Payn de Chaworth († 1279), englischer Adliger und Militär
- Payn, Graham (1918–2005), südafrikanisch-britischer Entertainer, Sänger und Schauspieler
- Payne Smith, Robert (1818–1895), englischer Theologe und Orientalist
- Payne, Adreian (1991–2022), US-amerikanischer Basketballspieler
- Payne, Albert Henry (1812–1902), englischer Stahlstecher, Maler, Illustrator und Herausgeber
- Payne, Alexander (* 1961), US-amerikanischer Filmregisseur und Drehbuchautor
- Payne, Alistair (* 1995), britischer Jazzmusiker (Trompete)
- Payne, Allen (* 1968), US-amerikanischer Schauspieler
- Payne, Anthony (1936–2021), britischer Komponist, Musikwissenschaftler und Musikkritiker
- Payne, Benny (1907–1986), US-amerikanischer Jazzmusiker
- Payne, Bill, kanadischer Koch und Spieleautor
- Payne, Bill (* 1949), US-amerikanischer Rockpianist und -keyboarderBill Payne (* 1949)

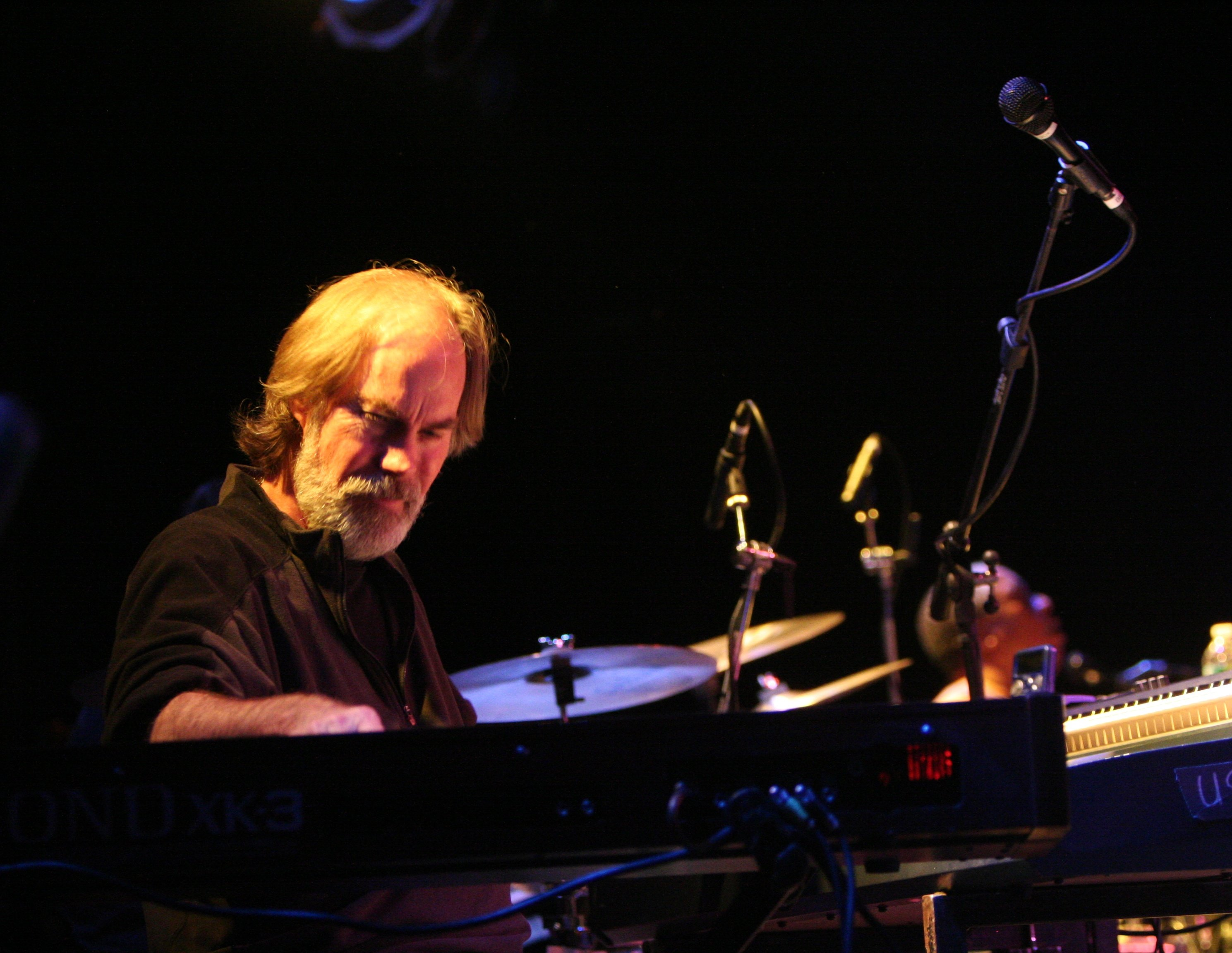
Bill Payne (* 1949)

- Payne, Brian, US-amerikanischer Kriminologe
- Payne, Bruce (* 1958), britischer Schauspieler
- Payne, Cameron (* 1994), US-amerikanischer Basketballspieler
- Payne, Cecil (1922–2007), US-amerikanischer Jazz-Baritonsaxophonist und Flötist
- Payne, Charlotte (* 2002), britische Hammerwerferin
- Payne, Chris (* 1990), australischer Fußballspieler
- Payne, Clive (* 1950), englischer Fußballspieler
- Payne, Cynthia (1932–2015), britische Bordellbetreiberin
- Payne, Daniel (1811–1893), methodistischer Bischof und Pädagoge
- Payne, Daron (* 1997), US-amerikanischer American-Football-Spieler
- Payne, Dave, US-amerikanischer Drehbuchautor und Regisseur
- Payne, David (* 1944), britischer Physiker
- Payne, David (* 1982), US-amerikanischer Hürdenläufer
- Payne, Davis (* 1970), kanadischer Eishockeyspieler und -trainer
- Payne, Don (1933–2017), US-amerikanischer Jazz- und Studiomusiker
- Payne, Donald junior (1958–2024), US-amerikanischer Politiker
- Payne, Donald M. (1934–2012), US-amerikanischer Politiker
- Payne, Edward John (1844–1904), britischer Neuzeithistoriker und Anwalt
- Payne, Elisha (1731–1807), US-amerikanischer Politiker und Richter
- Payne, Ernest (1884–1961), britischer Radrennfahrer
- Payne, Freda (* 1942), US-amerikanische Soul- und Jazz-SängerinFreda Payne (* 1942)

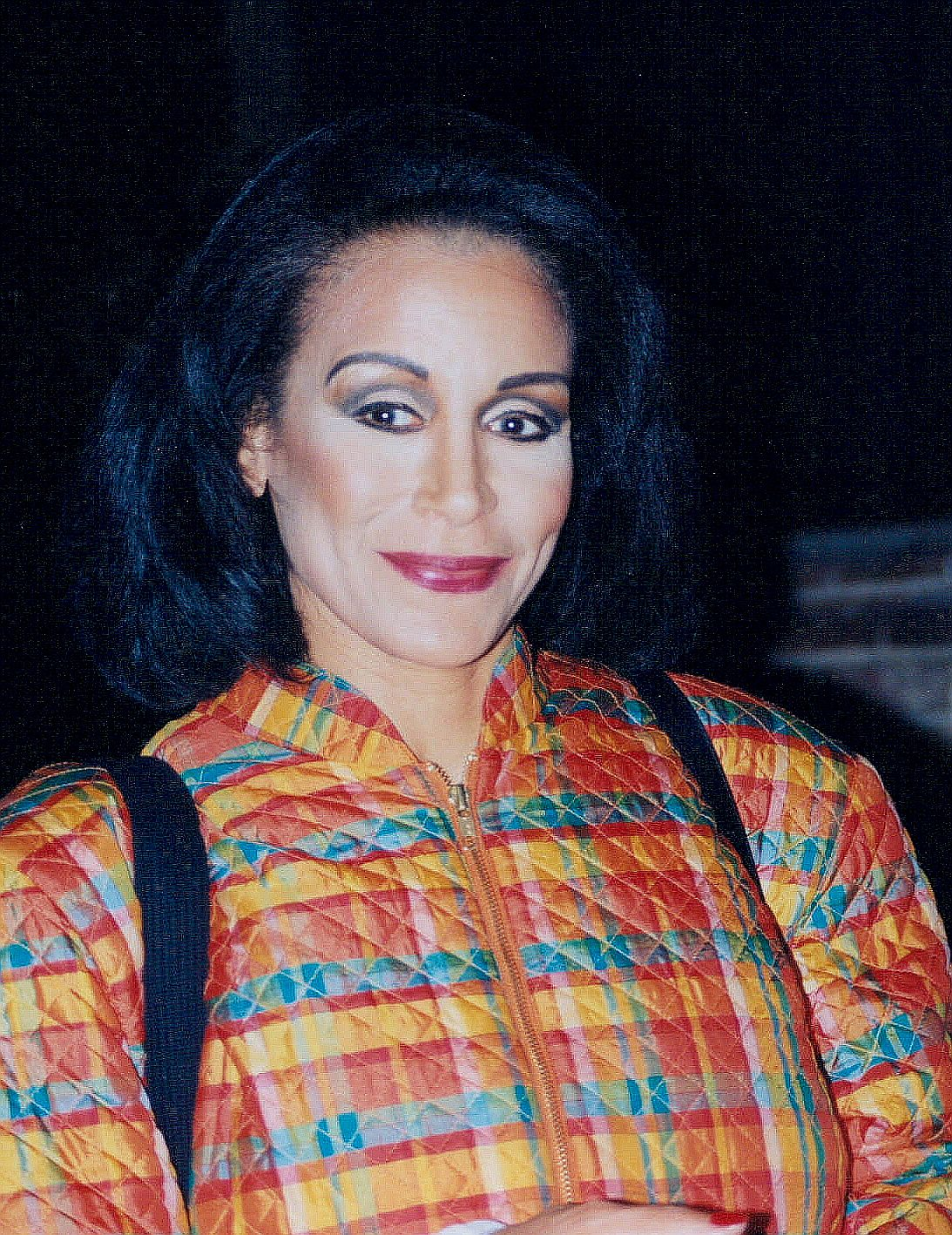
Freda Payne (* 1942)

- Payne, Frederick G. (1904–1978), US-amerikanischer Politiker
- Payne, Frederick R. Jr. (1911–2015), US-amerikanischer Brigadegeneral des US Marine Corps
- Payne, Gordon (1890–1983), kanadischer Landschaftsmaler und Gebrauchsgrafiker
- Payne, Heather (* 2000), irische Fußballspielerin
- Payne, Henry B. (1810–1896), US-amerikanischer Politiker (Demokratische Partei)
- Payne, Henry C. (1843–1904), US-amerikanischer Politiker (Republikanische Partei)
- Payne, Howard (1932–1992), britischer Hammerwerfer
- Payne, Humfry (1902–1936), britischer Klassischer Archäologe
- Payne, Jack (1899–1969), britischer Orchesterleiter
- Payne, James Spriggs (1819–1882), Präsident von Liberia
- Payne, James W. (1929–1992), US-amerikanischer Artdirector und Szenenbildner
- Payne, Jamie (* 1968), britischer Regisseur
- Payne, Jessie (1864–1933), englisch-britische Suffragette
- Payne, Jim (* 1943), amerikanischer Funk- und Fusionmusiker (Schlagzeug, Komposition) und Musikproduzent
- Payne, Jimmy (1926–2013), englischer Fußballspieler
- Payne, Jiří (* 1956), tschechischer Politiker des Bürgerforums OF
- Payne, John, englischer Sänger und BassistJohn Payne

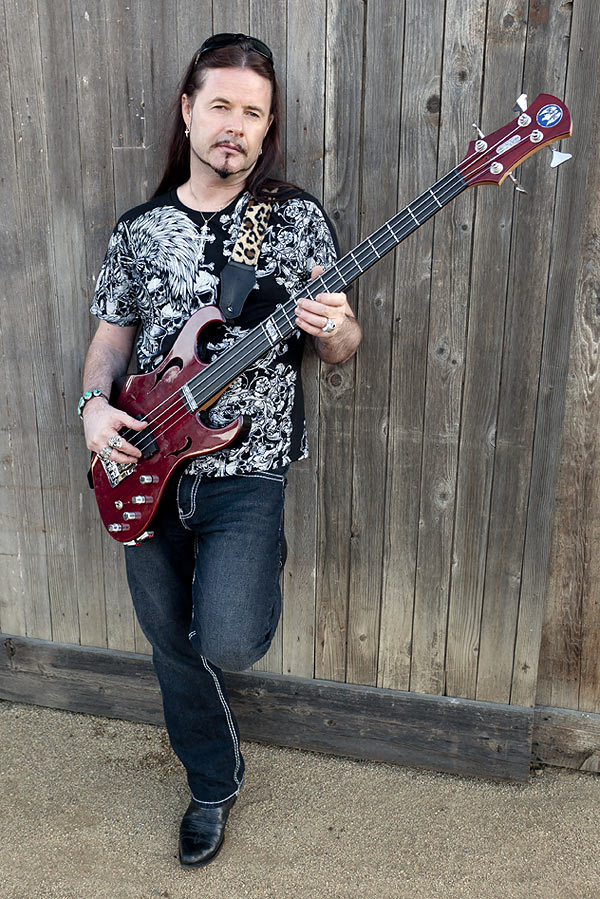
John Payne

- Payne, John (1842–1916), britischer Dichter und Übersetzer
- Payne, John (1912–1989), US-amerikanischer Schauspieler und Sänger
- Payne, John Barton (1855–1935), amerikanischer Anwalt und Politiker, Chairman des Amerikanischen Roten Kreuzes und der Liga der Rotkreuz-Gesellschaften
- Payne, John Howard (1791–1852), amerikanischer Dramatiker und Schauspieler
- Payne, Josh (* 1993), englischer Dartspieler
- Payne, Karl (* 1970), englischer Snookerspieler
- Payne, Katy (* 1937), US-amerikanische Verhaltensforscherin und Bioakustikerin
- Payne, Kelsie (* 1995), US-amerikanische Volleyballspielerin
- Payne, Keri-Anne (* 1987), britische Schwimmerin
- Payne, Kherington (* 1990), US-amerikanische Tänzerin und Schauspielerin
- Payne, Lancelot (1933–2011), neuseeländischer Radrennfahrer
- Payne, Laurence (1919–2009), britischer Schauspieler
- Payne, Lawrence E. (1923–2011), US-amerikanischer Mathematiker
- Payne, Leanne (1932–2015), US-amerikanische Theologin, Seelsorgerin und Autorin
- Payne, Leon (1917–1969), US-amerikanischer Country-Musiker und Songschreiber
- Payne, Lewis F. (* 1945), US-amerikanischer Politiker
- Payne, Liam (1993–2024), britischer SängerLiam Payne (1993–2024)

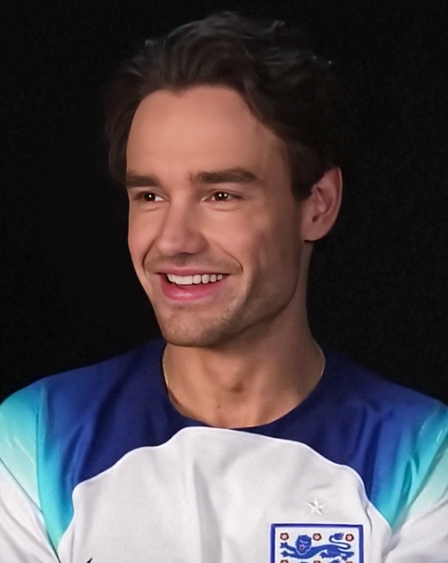
Liam Payne (1993–2024)

- Payne, Maggi (* 1945), US-amerikanische Komponistin, Flötistin und Musikpädagogin
- Payne, Marise (* 1964), australische Politikerin und Außenministerin
- Payne, Michael (* 1963), US-amerikanischer Basketballspieler
- Payne, Michelle (* 1985), australische Jockey
- Payne, Nicola (* 1966), neuseeländische Ruderin
- Payne, Nicolle (* 1976), US-amerikanische Wasserballspielerin
- Payne, Odie (1926–1989), US-amerikanischer Blues-Schlagzeuger
- Payne, Perry (* 1967), deutscher Schriftsteller
- Payne, Peter († 1456), englischer, in Böhmen wirkender Reformator
- Payne, Robert (1911–1983), britischer Schriftsteller
- Payne, Robert B. (* 1938), US-amerikanischer Ornithologe
- Payne, Roger (1935–2023), US-amerikanischer Zoologe, Bioakustiker, Walforscher und Aktivist für die Erhaltung der Wale
- Payne, Ron (1925–2015), australischer Politiker, Abgeordneter und Minister
- Payne, Rose O. (1909–1999), US-amerikanische Molekularbiologin und Hochschullehrerin
- Payne, Rosemary (* 1933), britische Diskuswerferin
- Payne, Rufus († 1939), US-amerikanischer Bluesmusiker
- Payne, Scherrie (* 1944), US-amerikanische Soul-Sängerin
- Payne, Sereno E. (1843–1914), US-amerikanischer Jurist und Politiker
- Payne, Sonny (1926–1979), US-amerikanischer Jazzschlagzeuger
- Payne, Stanley (* 1934), US-amerikanischer Historiker, Hispanist
- Payne, Steve (* 1958), kanadischer Eishockeyspieler
- Payne, Sunshine Sonny (1925–2018), US-amerikanischer Radiomoderator
- Payne, Sydney (* 1997), kanadische Ruderin
- Payne, Tamaryn (* 1988), britische Schauspielerin
- Payne, Thelma (1896–1988), US-amerikanische Wasserspringerin
- Payne, Tim (* 1979), englischer Rugby-Union-Spieler
- Payne, Tom (* 1982), britischer SchauspielerTom Payne (* 1982)

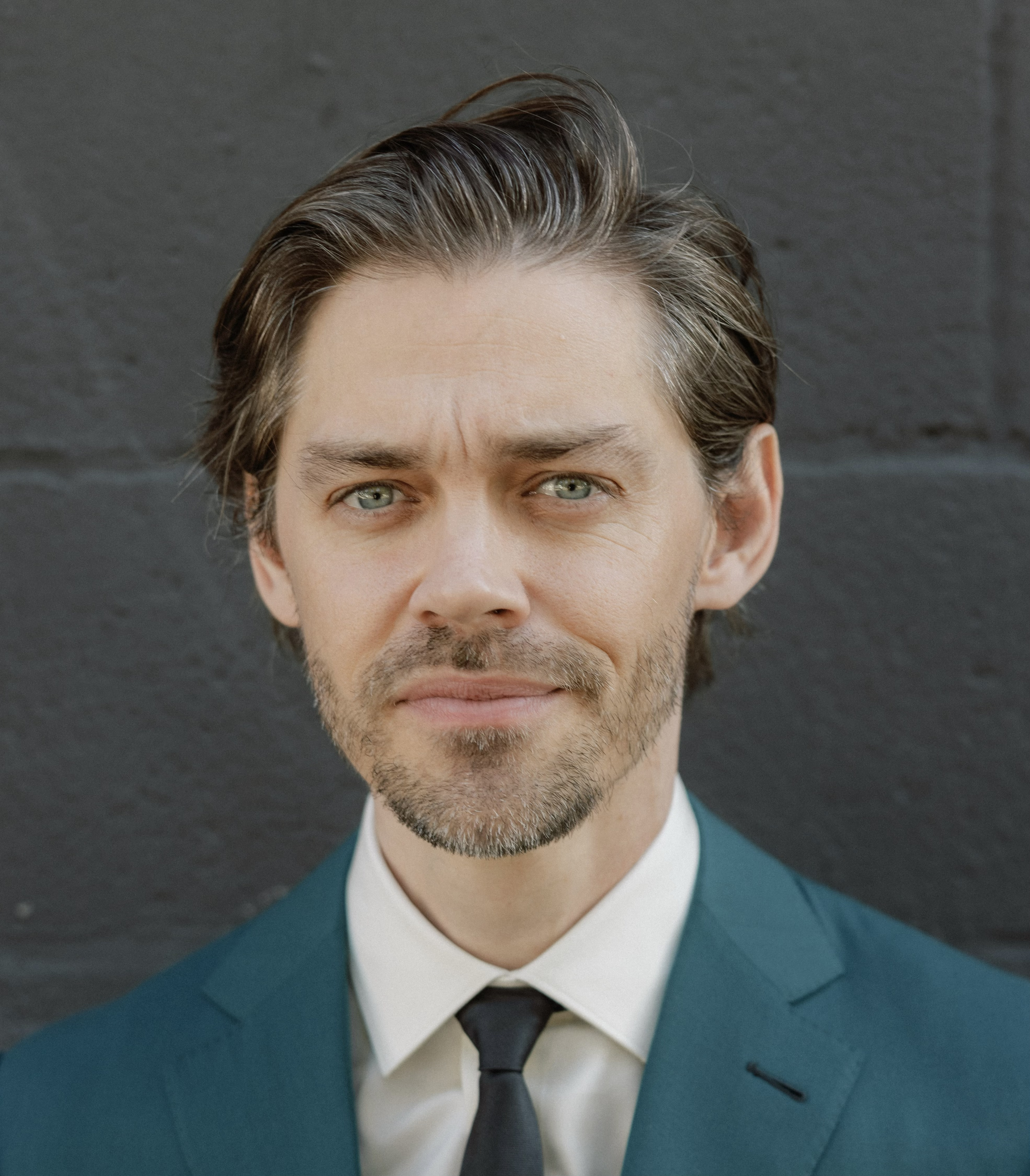
Tom Payne (* 1982)

- Payne, Toni (* 1995), nigerianische Fußballspielerin
- Payne, Trevor W. (* 1948), kanadischer Musiker
- Payne, Waylon (* 1972), US-amerikanischer Countrysänger und Schauspieler
- Payne, Will (* 1989), britischer Schauspieler
- Payne, William Winter (1807–1874), US-amerikanischer Politiker
- Payne-Gaposchkin, Cecilia (1900–1979), englisch-amerikanische Astronomin
- Payne-Scott, Ruby (1912–1981), australische Radioastronomin
- Payne-Wiggins, Marita (* 1960), kanadische Sprinterin
- Paynter, Lemuel (1788–1863), US-amerikanischer Politiker
- Paynter, Raymond Andrew Jr. (1925–2003), US-amerikanischer Ornithologe und Museumskurator
- Paynter, Robert (1928–2010), britischer Kameramann
- Paynter, Samuel (1768–1845), US-amerikanischer Politiker
- Paynter, Thomas H. (1851–1921), US-amerikanischer Politiker (Demokratische Partei)
- Paynter, Trennon (* 1970), australischer Freestyle-Skier

### Payo
- Payola, Júlia (* 1998), spanische Tennisspielerin
- Payos, Alexius († 1591), italienischer Steinmetzmeister der Renaissance
- Payos, Elias, italienischer Steinmetzmeister der Renaissance
- Payot, Charles (1868–1931), französischer Offizier, zuletzt Divisionsgeneral
- Payot, Charles (* 1901), französischer Eishockeyspieler
- Payot, Denis (1942–1990), Schweizer Rechtsanwalt mit einer Kanzlei in Genf
- Payot, Martial (1900–1949), französischer nordischer Skisportler
- Payot, Philippe (1893–1958), französischer Eishockeyspieler

### Payr
- Payr, Arthur (1880–1937), österreichischer Architekt und Hochschullehrer
- Payr, Bernhard (* 1903), deutscher Literatur- und Sprachwissenschaftler
- Payr, Erwin (1871–1946), österreichischer Chirurg und Hochschullehrer
- Payr, Fabian (* 1962), deutscher Musiker, Komponist und Publizist
- Payr, Julian (* 2000), österreichischer Eishockeyspieler
- Payraud, André, französischer Extremsportler
- Payraudeau, Charles (1798–1865), französischer Zoologe
- Payrhuber, Franz-Josef (1942–2017), deutscher Autor, Pädagoge und Hochschullehrer
- Payrhuber, Manfred (1940–2018), österreichischer Sportkommentator
- Payrleitner, Alfred (1935–2018), österreichischer Journalist und Sachbuchautor
- Payró, Roberto (1867–1928), argentinischer Schriftsteller und Journalist

### Pays
- Pays, Amanda (* 1959), britische SchauspielerinAmanda Pays (* 1959)

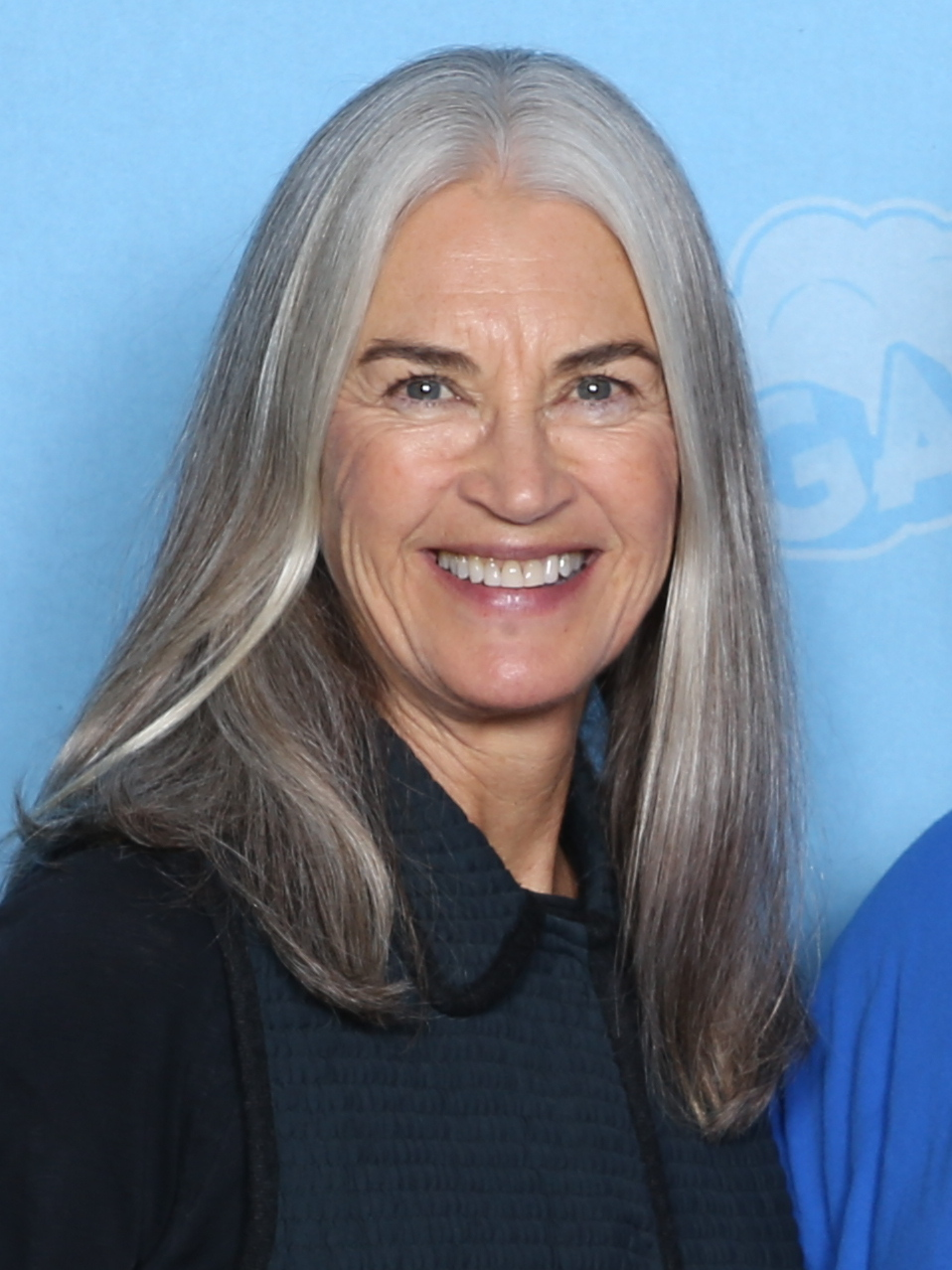
Amanda Pays (* 1959)

- Pays, Nicolas (* 2003), französischer Fußballspieler
- Paysama, Stanislaus († 1985), Politiker im Sudan
- Paysan, Catherine (1926–2020), französische Schriftstellerin
- Paysan, Klaus (1930–2011), deutscher Fotograf und Buchautor
- Payson, Lewis E. (1840–1909), US-amerikanischer Politiker
- Payssé Reyes, Mario (1913–1988), uruguayischer Architekt
- Payssé, Pierre (1873–1938), französischer Turner

### Payt
- Payton, Asie (1937–1997), US-amerikanischer Bluesmusiker
- Payton, Barbara (1927–1967), US-amerikanische Schauspielerin
- Payton, Charles (* 1960), US-amerikanisch-österreichischer Basketballtrainer und ehemaliger -spieler
- Payton, Claudia (* 1998), schwedische Sprinterin
- Payton, Elfrid (* 1994), US-amerikanischer Basketballspieler
- Payton, Gary (* 1968), US-amerikanischer Basketball-Spieler
- Payton, Gary Eugene (* 1948), US-amerikanischer Astronaut
- Payton, Gary II (* 1992), US-amerikanischer Basketballspieler
- Payton, James (* 1975), britischer Schauspieler
- Payton, Jo Marie (* 1950), US-amerikanische Schauspielerin
- Payton, Kevin (* 1986), österreichischer Basketballspieler
- Payton, Khary (* 1972), US-amerikanischer Schauspieler und Synchronsprecher
- Payton, Nicholas (* 1973), US-amerikanischer Jazz-Trompeter
- Payton, Sean (* 1963), US-amerikanischer American-Football-Trainer und -SpielerSean Payton (* 1963)

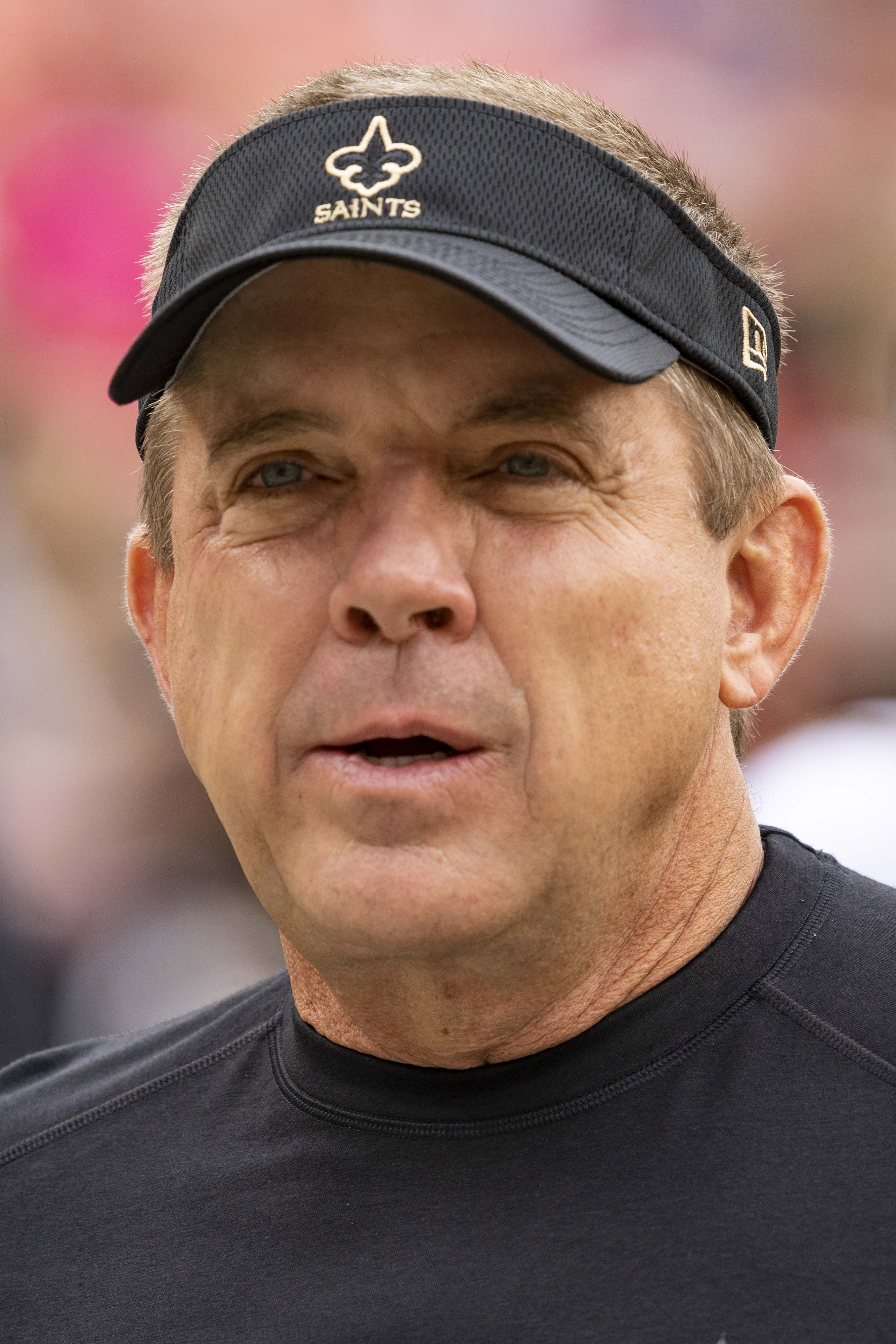
Sean Payton (* 1963)

- Payton, Walter (1942–2010), US-amerikanischer Jazzmusiker
- Payton, Walter (1954–1999), US-amerikanischer American-Football-Spieler